# Wu Qi

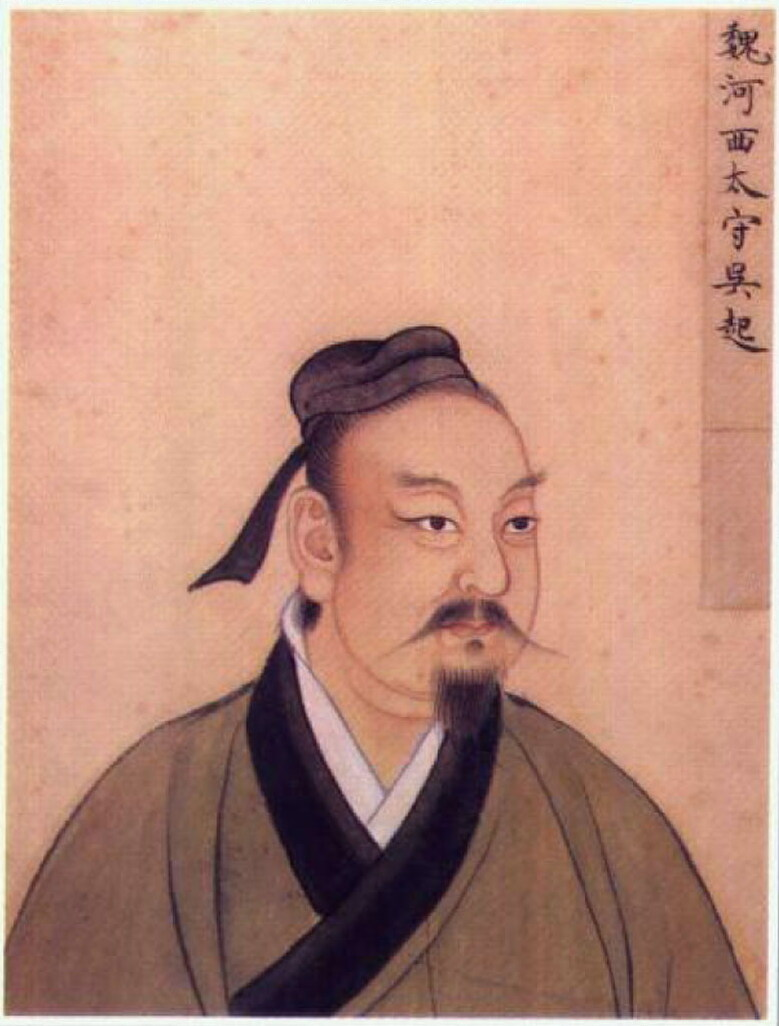
Wu Qi

Wu Qi (chinês tradicional: 吳起, chinês simplificado: 吴起, pinyin: Wú Qǐ, Wade–Giles: Wu Ch'i, 440–381 a.C.) foi um general militar, filósofo e político chinês durante o Período dos Reinos Combatentes.

## Biografia
Nascido no Estado de Wey (衞), ele possuía grande habilidade no comando de exércitos e em estratégia militar. Serviu nos estados de Lu e Wei (魏, não confundir com Wèi, atualmente escrito como “Wey” conforme a nota anterior). No estado de Wei, ele comandou diversas batalhas importantes e foi nomeado prefeito de Xihe (Xihe Shou), área entre os rios Amarelo e Luo que Wei havia tomado de Qin. Mais tarde, após desentender-se com o senhor de Wei e ser forçado ao exílio, Wu Qi foi para o Estado de Chu, onde se tornou primeiro-ministro do Rei Dao de Chu (楚悼王). Suas reformas transformaram Chu em um Estado poderoso na época. No entanto, essas mudanças irritaram a antiga nobreza de Chu, e ele foi morto após a morte do Rei Dao.
As reformas de Wu Qi, iniciadas por volta de 389 a.C., visavam sobretudo mudar o governo ineficiente e corrupto. A nobreza e o funcionalismo eram extremamente corruptos, sobrecarregando o governo com custos de manutenção. Wu reduziu o salário anual dos oficiais de Chu, em seguida demitiu os que eram inúteis ou incompetentes. Aboliu ainda privilégios hereditários após três gerações. O dinheiro economizado foi usado para criar e treinar um exército mais profissional.
Outra medida foi transferir todos os nobres para as fronteiras, afastando-os da capital e simultaneamente ocupando essas áreas, tornando-as mais úteis ao governo estatal. Ele é creditado com a formulação de um conjunto de códigos de construção em Ying, visando alinhar a cidade a padrões arquitetônicos “civilizados” chineses.
Embora suas reformas tenham fortalecido Chu rapidamente, a nobreza e os taoistas de Chu o odiavam. Os nobres acusavam-no de tentar mudar as tradições, chegando a criticar seus códigos de construção. Os taoistas o chamavam de “amante da guerra e das armas”, até mesmo de “ameaça à humanidade”. Afirmavam ainda que ele não teria respeitado o luto pela morte da mãe e teria assassinado a própria esposa (filha de um nobre de Qi, Estado rival) para obter a confiança do governante de Lu. Não há provas definitivas dessas acusações; é possível que tenham sido inventadas por seus rivais políticos para difamá-lo.
Com as reformas de Wu, Chu rapidamente mostrou sua força: derrotou o Yue, ao sul, e o Wei, ao norte, de forma sucessiva. Contudo, o Rei Dao morreu naquele mesmo ano. A antiga nobreza tramou o assassinato de Wu Qi no funeral de Rei Dao, pois ele estaria sem o exército naquele momento. Wu percebeu os assassinos armados com arcos e correu para junto do corpo de Rei Dao, sendo então morto. No entanto, muitas flechas perfuraram o falecido Rei Dao. O novo Rei Su (楚肃王), irado ao ver o corpo do pai profanado, ordenou a execução de todos os nobres envolvidos, junto às suas famílias.

## Wei Liaozi
De acordo com o tratado militar Wei Liaozi, datado do fim do século 4 ou início do século 3 a.C., o general Wu Qi teria recebido de seus subordinados, na véspera de uma batalha, a oferta de uma espada. Wu Qi recusou-a, alegando que estandartes e tambores, ferramentas para liderar e comandar, eram o único instrumento que um general precisava. Em suas palavras: “para comandar as tropas e guiar suas lâminas, essa é a função de um comandante. Empunhar uma única espada não é seu papel”. A ideia enfatiza que o general era o cérebro do exército, enquanto os soldados funcionariam como os membros. Ações heroicas individuais eram desencorajadas em favor de total obediência e perfeita coordenação de grupo. O Wei Liaozi reforça esse conceito em outro episódio envolvendo Wu Qi: pouco antes de iniciar uma batalha, um de seus soldados, eufórico, rompeu as fileiras e avançou sobre as linhas inimigas, matando dois homens, retornando com as cabeças como troféus. Wu imediatamente ordenou a execução do soldado. Quando os oficiais protestaram, dizendo que era um ótimo guerreiro, Wu Qi respondeu: “Ele de fato é ótimo, mas desobedeceu às minhas ordens”. Assim como Sun Tzu e seu A Arte da Guerra, Wu Qi priorizava a disciplina e a obediência antes da bravura como as características mais importantes de um soldado.

## Cultura popular
Ele e Sun Zi costumam ser mencionados juntos (Sun-Wu, 孙吴) como grandes estrategistas militares de importância semelhante ou equiparável.
Seu tratado militar, o Wuzi, integra os Sete Clássicos Militares. Diz-se que Wu Qi escreveu dois livros sobre a arte da guerra, mas um se perdeu, restando apenas o Wuzi como o único texto preservando suas ideias militares.
Wu Qi é uma das 32 figuras históricas que aparecem como personagens especiais na série de videogames Romance of the Three Kingdoms (video game), da Koei.